# Tovar (Aragua)
Tovar is een gemeente in de Venezolaanse staat Aragua. De gemeente telt 19.800 inwoners. De hoofdplaats is Colonia Tovar.